# Whittingham (New Jersey)
Whittingham ist ein Census-designated place innerhalb des Monroe Townships im Middlesex County, New Jersey. Bei der Volkszählung von 2000 wurde eine Bevölkerungszahl von 2483 registriert.

## Geographie
Nach den Angaben des United States Census Bureaus hat die Stadt eine Gesamtfläche von 2,6 km2.

## Demographie
Nach der Volkszählung von 2000 gibt es 2.483 Menschen, 1.339 Haushalte und 1.033 Familien in der Stadt. Die Bevölkerungsdichte beträgt 949,2 Einwohner pro km2. 98,59 % der Bevölkerung sind Weiße, 0,56 % Afroamerikaner, 0,04 % amerikanische Ureinwohner, 0,48 % Asiaten, 0,00 % pazifische Insulaner, 0,24 % anderer Herkunft und 0,08 % Mischlinge. 0,64 % sind Latinos unterschiedlicher Abstammung.
Von den 1.339 Haushalten haben 0,7 % Kinder unter 18 Jahre. 75,7 % davon sind verheiratete, zusammenlebende Paare, 1,2 % sind alleinerziehende Mütter, 22,8 % sind keine Familien, 20,5 % bestehen aus Singlehaushalten und in 16,9 % Menschen sind älter als 65. Die Durchschnittshaushaltsgröße beträgt 1,85, die Durchschnittsfamiliengröße 2,07.
0,8 % der Bevölkerung sind unter 18 Jahre alt, 0,3 % zwischen 18 und 24, 1,9 % zwischen 25 und 44, 25,7 % zwischen 45 und 64, 71,3 % älter als 65. Das Durchschnittsalter beträgt 69 Jahre. Das Verhältnis Frauen zu Männer beträgt 100:84,7, für Menschen älter als 18 Jahre beträgt das Verhältnis 100:84,0.
Das jährliche Durchschnittseinkommen der Haushalte beträgt 57.273 USD, das Durchschnittseinkommen der Familien 66.346 USD. Männer haben ein Durchschnittseinkommen von 70.556 USD, Frauen 35.833 USD. Der Prokopfeinkommen der Stadt beträgt 40.447 USD. 2,3 % der Bevölkerung und 1,3 % der Familien leben unterhalb der Armutsgrenze, davon sind 0,0 % Kinder oder Jugendliche jünger als 18 Jahre und 1,6 % der Menschen sind älter als 65.